# Jacobi-Identität
In der Mathematik erfüllt eine bilineare Abbildung {\displaystyle F\colon V\times V\rightarrow V} auf dem Vektorraum {\displaystyle V} die Jacobi-Identität (nach Carl Jacobi), falls gilt:
{\displaystyle F(F(x,y),z)+F(F(y,z),x)+F(F(z,x),y)=0}
für alle {\displaystyle x,y,z\in V}.
Ist die bilineare Abbildung zusätzlich antisymmetrisch, so handelt es sich um eine Lie-Klammer. Wichtige Beispiele sind der Kommutator linearer Abbildungen, das  Vektorprodukt und die Poisson-Klammer.

## Andere Schreibweisen
Es sei im Folgenden
{\displaystyle [{\cdot },{\cdot }]\colon V\times V\to V,\quad (x,y)\mapsto [x,y]}
eine alternierende bilineare Abbildung. Die Jacobi-Identität ist dann äquivalent dazu, dass diese Abbildung die Struktur einer Lie-Algebra auf {\displaystyle V} definiert.
Dann kann die Jacobi-Identität auf folgende Arten umgeschrieben werden:
- {\displaystyle [x,[a,b]]=[[x,a],b]+[a,[x,b]]}

Anders gesagt: die Abbildung
{\displaystyle a\mapsto [x,a]}
ist eine Derivation bezüglich des Produktes {\displaystyle [{\cdot },{\cdot }]}.
- {\displaystyle [[a,b],x]=[a,[b,x]]-[b,[a,x]]}

Anders gesagt: Mit der Notation
{\displaystyle \operatorname {ad} (a)\colon V\to V,\quad x\mapsto \operatorname {ad} (a)(x)=[a,x]}
gilt
{\displaystyle \operatorname {ad} ([a,b])=[\operatorname {ad} (a),\operatorname {ad} (b)];}
dabei ist die Klammer auf der rechten Seite der Kommutator in der Endomorphismenalgebra von {\displaystyle V}. Anders gesagt: Die Abbildung
{\displaystyle \operatorname {ad} \colon V\to {\mathfrak {gl}}(V)=\operatorname {End} V,\quad a\mapsto \operatorname {ad} (a)}
ist eine Darstellung der Lie-Algebra {\displaystyle V} auf sich selbst. Sie heißt die adjungierte Darstellung.